# Richardiidae
Richardiidae är en familj av tvåvingar. Richardiidae ingår i ordningen tvåvingar, klassen egentliga insekter, fylumet leddjur och riket djur. Enligt Catalogue of Life omfattar familjen Richardiidae 175 arter. 

## Dottertaxa till Richardiidae, i alfabetisk ordning[1]
- Acompha
- Antineuromyia
- Automola
- Batrachophthalmum
- Beebeomyia
- Cladiscophleps
- Coilometopia
- Coniceps
- Epiplatea
- Euolena
- Hemixantha
- Johnrichardia
- Macrostenomyia
- Maerorichardia
- Megalothoraca
- Melanoloma
- Neoidiotypa
- Ocaenicia
- Odontomera
- Odontomerella
- Oedematella
- Omomyia
- Ozaenina
- Paneryma
- Poecilomyia
- Richardia
- Richardiodes
- Sepsisoma
- Setellia
- Setellida
- Spheneuolena